# Claus Leusser
Claus Leusser (* 21. Oktober 1909 in Aschaffenburg; † 10. Januar 1966 in München) war ein deutscher Jurist und Beamter.

## Leben
Der Sohn eines Lehrers wurde nach seinem Abitur in die Stiftung Maximilianeum aufgenommen und studierte an der Ludwig-Maximilians-Universität München Rechts- und Politikwissenschaften. Er wurde 1928 Mitglied der katholischen Studentenverbindung KDStV Algovia München im CV, die nach dem Zweiten Weltkrieg nicht wiedergegründet wurde. 1931 legte er die erste und 1934 die zweite juristische Staatsprüfung mit Auszeichnung ab und wurde 1935 zum Staatsanwalt ernannt. Leusser weigerte sich aber, der NSDAP beizutreten und wurde daher bei Beförderungen regelmäßig übergangen. Von 1942 bis zum Kriegsende diente er in der Wehrmacht.
Unmittelbar nach seiner Ernennung zum Bayerischen Ministerpräsidenten berief Fritz Schäffer Leusser im Juni 1945 in die Staatskanzlei und übertrug ihm zunächst die Leitung der Rechtsabteilung, im September 1945 auch das Generalsekretariat des Ministerrates. Im Juli 1948 übernahm Leusser unter Ministerpräsident Hans Ehard zusätzlich die Abteilung für Verfassungsfragen und Sonderaufträge.
Leusser wirkte 1946 als Generalsekretär des vorbereitenden Verfassungsausschusses an der Beratung der neuen Bayerischen Verfassung ebenso mit wie als bayerischer Vertreter am Verfassungskonvent auf Herrenchiemsee vom 10. bis 23. August 1948. Er gehörte dem Redaktionsausschuss an, der im Auftrag der Ministerpräsidenten der Länder einen „Verfassungsentwurf ausarbeiten (sollte), der dem Parlamentarischen Rat als Unterlage dienen“ könnte. Im November 1948 benannte Ehard Leusser zum Beauftragten der Bayerischen Staatsregierung beim Parlamentarischen Rat. Im Mai 1949 kehrte Leusser wieder voll in die Staatskanzlei zurück.
Aufgrund seiner Wahl durch den Bundesrat war er vom 7. September 1951 bis zum 18. Januar 1952 Mitglied des Zweiten Senats des Bundesverfassungsgerichts. Er schied aus, weil er das Amt des Bevollmächtigten des Freistaats Bayern beim Bund vom verstorbenen Ernst Rattenhuber übernahm. Sein Nachfolger am Bundesverfassungsgericht wurde Egon Schunck; Leusser blieb bis 1963 Bayerischer Bevollmächtigter in Bonn. Anschließend wechselte er als Ministerialdirektor und Amtschef in das Bayerische Justizministerium.
Leusser gab zusammen mit Hans Nawiasky den zentralen Kommentar zur Bayerischen Verfassung heraus. Am 3. Juli 1959 wurde er mit dem Bayerischen Verdienstorden ausgezeichnet.